# Егоров, Дмитрий Николаевич (Герой Российской Федерации)
Дми́трий Никола́евич Его́ров (27 января 1975, Тойбохой, Сунтарский район, Якутская АССР, РСФСР, СССР — 9 сентября 2023, Украина) — российский военнослужащий, рядовой. Герой Российской Федерации (посмертно, 2023).
Являлся стрелком стрелкового отделения стрелкового батальона 155-й гвардейской отдельной бригады морской пехоты Тихоокеанского флота.

## Биография
Родился 27 января 1975 года в селе Тойбохой Сунтарского района Якутии.
В 1991 году окончил Арылахскую среднюю общеобразовательную школу. С 1993 года по 1994 год Егоров проходил службу в танковых войсках Вооружённых сил Российской Федерации города Борзя Читинской области. После увольнения в запас работал в Бурятии на разных профессиях, в том числе печником.
После начала вторжения России на Украину вступил добровольцем в ВС РФ, стрелок стрелкового отделения стрелкового батальона 155-й отдельной бригады морской пехоты.
9 сентября 2023 года погиб, 10 октября 2023 года был похоронен у себя на родине.

## Звания и награды
- Герой Российской Федерации (посмертно, 2023)
- Медаль «За укрепление боевого содружества» (2023)